# 이동준 (1997년)
이동준(李東俊, 1997년 2월 1일 ~ )는 대한민국의 축구 선수로, 포지션은 오른쪽 윙어, 왼쪽 윙어, 센터포워드이며, 전북 현대 모터스 소속으로 현재 김천 상무로 군 복무 중이다.

## 클럽 경력
2017 시즌을 앞두고 부산 아이파크에 입단하며 프로 무대에 입문하였으며, 3월 25일 부천 FC 1995전을 프로 데뷔전을 치렀다. 11월 18일 아산 무궁화와의 플레이오프전에서 멀티골을 기록하며 팀의 승강 플레이오프 진입을 이끌었다. 시즌 8경기 2골을 기록했다.
2018년 3월 25일 열린 대전 시티즌과의 경기에서 페널티킥 득점을 하면서 시즌 마수걸이 골을 기록했다.
2021 시즌을 앞두고 이상헌, 최준, 정훈성을 상대로 울산 현대에 트레이드됐다. 3월 1일에 열린 강원 FC와의 경기에서 울산 입단 이후 첫 골을 기록했다. 시즌 11골 4도움을 기록하여 K리그 베스트 11 미드필더 부문에 선정되었다.
2021-22 시즌 겨울 이적 시장을 통해 독일 분데스리가 팀 헤르타 BSC로 이적하였다. 그러나 헤르타 이적 이후 잇따른 부상으로 별다른 활약상을 보여 주지 못했고, 2020년 하계 올림픽을 통해 가능성을 보여 주었던 이동준은 이 여파로 2022년 FIFA 월드컵을 앞두고 국가대표팀과 멀어졌다. 게다가 중국 국내의 사정 때문에 2022년 아시안 게임이 1년 연기되면서, 병역 문제에도 맞닥뜨리게 되었다.
2022년 12월 16일에 전북 현대 모터스로 이적한다는 보도가 나갔고, 2022년 12월 22일에 전북 현대로 이적하여 1년 만에 K리그1로 복귀하였다.
올림픽 동기 이동경 등과 함께 국군체육부대에 지원했고, 2024년 3월 28일에 합격하여 김천 상무 FC에 입대했다.

## 국가대표팀 경력
2020년 AFC U-23 챔피언십 대회에 참가했다. 1월 9일 중국 U-23 축구 국가대표팀과의 2020년 AFC U-23 챔피언십 조별리그 1차전에서 후반 추가시간 극장골을 넣으며 대한민국의 승리에 기여하였다. 당초보다 1년 연기되어 2021년 여름에 치러지는 2020년 하계 올림픽에 나서는 대한민국 U-23 축구대표팀 명단에 포함되었다. 그러나 요코하마에서 열린 멕시코와의 8강전에서 대한민국이 패하는 바람에 병역특례에는 실패했다.
2020년 11월 대한민국 축구 국가대표팀에 처음 발탁되었지만 출전하지 못했고, 2021년 3월에 치러진 일본과의 경기에서 A매치 데뷔전을 치렀다. 그러나 월드컵을 앞두고 헤르타로 이적한 후 잇따른 부상으로 국가대표팀과 거리가 멀어졌고, 그가 부상으로 별다른 모습을 못 보여 주는 사이에 같은 포지션인 2선 전담 선수들의 경쟁이 치열해지면서 이동준은 2022년 FIFA 월드컵에 나서지 못했다.

## 방송
- 2022년 JTBC 《뭉쳐야 찬다2》 - 게스트

## 수상

### 국가대표팀
- AFC U-23 챔피언십 우승: 2020

### 개인
- K리그2 MVP: 2019
- K리그2 베스트 11: 2019
- K리그1 베스트 11: 2021